# Empire Earth
Empire Earth è un videogioco strategico in tempo reale ad ambientazione storica. sviluppato dagli Stainless Steel Studios e pubblicato da Sierra nel 2001. Il progettista leader del gioco, Rick Goodman, era stato fra gli ideatori di Age of Empires, e le relazioni fra Empire Earth e la fortunata serie della Ensemble Studios sono evidenti.

## Modalità di gioco
Empire Earth consente tutte e tre le modalità di gioco standard degli RTS: multiplayer in rete, partita libera contro il computer "schermaglia", e "campagna".

### Multiplayer e schermaglia
Nelle modalità di gioco multiplayer e schermaglia, si possono impostare partite con un numero massimo di 8 giocatori (umani e/o controllati dal computer), su mappa casuale o su mappe predefinite, definendo anche l'arco complessivo di epoche lungo cui si deve svolgere l'azione. Si può inoltre agire su caratteristiche della partita come distribuzione iniziale delle risorse e modalità di vittoria (fra queste, sono disponibili per esempio la classica vittoria per distruzione dell'avversario, per costruzione e difesa di meraviglie, e così via).

### Campagne
Ad eccezione della campagna russa e di una delle missioni della campagna tedesca, tutte le battaglie delle campagne di Empire Earth sono riproduzioni di battaglie reali della storia.
- Campagna greca: Nella prima parte di questa campagna, si conduce la civiltà greca attraverso l'epoca micenea, la guerra di Troia, la nascita di Atene e le guerre del Peloponneso. La seconda parte segue le gesta di Alessandro Magno, e termina con la conquista della Persia.
- Campagna inglese: Questa campagna rappresenta il conflitto fra Inghilterra e Francia per la supremazia in Europa. La prima parte tratta delle imprese di Guglielmo il Conquistatore, fino alla battaglia di Hastings del 1066. La seconda parte copre la Guerra dei cent'anni. Viene rappresentata anche la storia di Enrico V d'Inghilterra, fino alla battaglia di Agincourt. Gli ultimi scenari sono ambientati in epoca napoleonica e includono la battaglia di Roliça, la battaglia di Talavera, e la battaglia di Waterloo.
- Campagna tedesca: La prima parte della campagna narra le gesta della Germania durante la prima guerra mondiale, e vede come protagonista il Barone Rosso (Manfred von Richthofen). Negli scenari successivi, il giocatore deve affrontare la battaglia di Verdun, e la battaglia della Somme del 1916. La seconda parte della campagna tratta del Terzo Reich, dal blitzkrieg con cui viene presa la Polonia, attraverso la battaglia d'Inghilterra (in cui appare la temibile nave da battaglia Bismarck), fino a un ipotetico tentativo di conquista della Gran Bretagna (Operazione Leone marino).
- Campagna russa: Questa campagna fantascientifica ambientata nel futuro narra la storia di una ipotetica Nuova Russia all'inizio del XXI secolo, e del suo fondatore, un militare ultranazionalista di nome Grigor Stoyanovich. La campagna c'impegna nella conquista dell'Europa e poi dell'intero mondo, e include l'uso di cyborg, macchine del tempo e altre tecnologie avveniristiche.

### Ere
Un'innovazione significativa sono le ere in cui il giocatore può evolversi. Con il passaggio da un'era a quella successiva, sono disponibili nuovi edifici, nuove unità, nuove tecnologie e nuovi miglioramenti per la civiltà. In totale esse sono 14 (se si dispone dell'espansione, diventano 15).
Le ere sono le seguenti:
- (I) - Preistoria
- (II) - Età della pietra
- (III) - Età del rame
- (IV) - Età del bronzo
- (V) - Alto medioevo
- (VI) - Medioevo
- (VII) - Rinascimento
- (VIII) - Età imperiale
- (IX) - Età industriale
- (X) - Età atomica prima guerra mondiale
- (XI) - Età atomica seconda guerra mondiale
- (XII) - Età atomica moderna
- (XIII) - Età digitale
- (XIV) - Età nanotecnologica
- (XV) - Età spaziale (solo espansione "The Art of Conquest")

### Editor
Una delle caratteristiche di Empire Earth è la capacità di usare tre diversi editor: l'Editor di Civiltà (può creare nuove civiltà in base alle proprie preferenze), l'Editor di scenari (il giocatore può creare nuovi scenari o giocare partite, salvarle sull'editor scenari e modificarle a proprio piacimento), e l'Editor di Campagne (per creare appunto nuove campagne).

## Accoglienza
| Testata                            | Giudizio |
| ---------------------------------- | -------- |
| GameRankings (media al 31-12-2021) | 82%      |
| GameSpot                           | 7.9/10   |
| GameSpy                            | 94/100   |
| IGN                                | 8.5/10   |
| Game Informer                      | 6.25/10  |

Empire Earth è un gioco che ha molto diviso la critica e il pubblico. Se qualcuno lo ha accolto come summa del genere RTS e pietra miliare del genere, altri lo hanno etichettato come "clone" della serie Age of Empires o lo hanno criticato per l'eccessiva complessità o per altri motivi. Fra le critiche principali che vengono mosse al gioco, la principale riguarda probabilmente l'intelligenza artificiale utilizzata dai giocatori controllati dal computer. In effetti, il gioco supplisce a una intelligenza artificiale decisamente sotto gli standard degli RTS attribuendo ai giocatori controllati dal computer una serie di vantaggi (tra cui quello di possedere risorse infinite) che secondo molti tolgono qualsiasi interesse alle modalità di gioco single-player. Un'altra idiosincrasia talvolta considerata un difetto del gioco è il fatto che le diverse civiltà sono distinte solo da (invisibili) bonus; esteticamente sono indistinguibili e hanno tutte accesso alle medesime unità ed edifici. Così, gli Americani possono creare stormi di caccia Zero (caratteristico per i Giapponesi durante la Seconda Guerra Mondiale), l'antico Regno d'Israele può addestrare opliti greci e guerrieri vichinghi o costruire la porta di Ishtar o il Colosseo (rispettivamente appartenenti alle civiltà babilonese e romana).
Il gioco ha comunque vinto il premio di "Gioco dell'Anno" del 2001 da parte di GameSpy.

## Eredità

### Empire Earth: The Art of Conquest(2002)
L'espansione ufficiale Empire Earth: The Art of Conquest fu sviluppata da Mad Doc Software nel 2002. Introduce una nuova epoca (l'età dello spazio), nuove campagne, quella romana, quella Pacifica e quella Asiatica, le prime due riproducenti fatti storici e l'ultima totalmente futuristica, e nuove unità e tecnologie correlate. Inoltre, vengono assegnati "poteri speciali" distinti alle varie civiltà, diversificando maggiormente la loro gestione da un punto di vista strategico.

### Edizioni successive
Il seguito ufficiale Empire Earth II, sempre da Mad Doc, venne pubblicato nel 2004.
Un terzo titolo della serie EE, Empire Earth III, è stato pubblicato nel 2007.
Anche Empires: l'Alba del Mondo Moderno, prodotto dagli Stainless Steel Studios per Activision, viene talvolta considerato una sorta di "seguito" di Empire Earth, mantenendo lo stesso motore grafico e lo stesso gameplay.

### Sviluppi non ufficiali
A fine 2008 è stato chiuso il server multiplayer ufficiale del gioco. Sin da subito nacque la comunità "save-ee" per creare un client che permettesse di giocare online tramite una VPN.
Nel 2013 venne avviato il progetto e server "NeoEE", che garantisce tutte le caratteristiche e le funzionalità della gestione multiplayer originale. Il progetto è continuato a crescere e a consolidarsi negli anni, rendendo disponibile nel 2017-2018 una dll che permette di adattare alcune parti del gioco alle nuove alte risoluzioni moderne e contribuendo infine a far nascere il progetto "Empire Earth Reborn" nel 2019, finalizzato a creare una mod per offrire un'esperienza completamente rinnovata (la cui comunità ha un proprio server su Discord). Nel 2022 da parte del progetto Reborn è stato diffuso un nuovo setup (l'"Empire Earth Community Setup" disponibile anche su GitHub) per installare il gioco e il server in maniera più agile e veloce, venendo ulteriormente aggiornato a dicembre 2022.